# JKS Basket
JKS Basket var Sveriges första basketförening och bestod då endast av invandrare från Lettland. JKS betyder KFUM på lettiska och bildades av lettiska flyktingar 1945 på initiativ av pastor Elmars Caune. Många av elit- och landslagsspelarna under 1950- och 1960-talen har sin basketuppfostran i JKS.
I början av 1970-talet startades JKS ungdomsverksamhet i Bredäng/Skärholmen. Även med barn som inte hade lettisk anknytning. Samtidigt bildades JKS Talava för att behålla det lettiska i föreningen. 
JKS har under 1980- och 1990-talet utvecklats till en stor och framgångsrik ungdomsförening, med cirka 400 medlemmar. Andelen pojkar och flickor är ungefär lika stor och medlemmarna kommer från hela södra stockholmsområdet men i huvudsak från Bredäng och Skärholmens stadsdelsområde. Många av invånarna i detta område är av utländskt ursprung och huvuddelan av JKS unga medlemmar har följaktligen sina rötter i världens alla hörn. JKS har ett 20-tal lag/grupper pojkar och flickor i samtliga åldersgrupper från miniåldern 7–9 år, till äldre seniorer (ej damseniorer säsong 2011–2012). Klubben har även motionsaktiviteter. De senare åren har varit mycket framgångsrika för ungdomslagen. De har etablerat sig i ungdomseliten och vunnit Stockholmsmästerskap och andra nationella och internationella cuper såsom Scaniacupen. De har även fostrat en del u-landslagscoacher som har tagit avstamp från JKS.
Under 2018 och började stadsdelsförvaltningen i Stockholm ha synpunkter på ekonomin då man funnit brister i klubbens redovisningen. Trots detta betalades ett stort bidragsbelopp ut 2019. Vid en intern genomgång upptäcktes flera felaktiga transaktioner. Föreningen valde då att begära sig i konkurs och starta en ny förening. När media ville ha kommentarer till händelserna ville inte dåvarande ordförande Ram Cornejo svara.